# 경남여객
경남여객(京南旅客, KYEONGNAM PASSENGER)은 대한민국 경기도 용인시의 버스 운수업체이다. 사명인 '경남'은 '경기도 남부권'(京畿道 南部圈)과 '경기도의 남씨(南氏) 집안'을 의미하며, 경상남도 소재의 시외버스 및 고속버스 업체인 경남고속과는 아무 관련이 없다.

## 역사
1959년에 설립되어 1974년에 수원시내버스 운송사업을 취득한데 이어 1976년에는 용인시내버스 운송사업을 취득하였다. 1977년에 합자회사로 전환되었으며, 1988년에는 안성시 소재 백성운수가 분리되었다. 2000년에는 경일여객의 용인시내 및 완행 노선을 인수, 성산교통을 설립하였으나 2003년에 통합되었으며, 2007년 상호명을 경남여객자동차공사에서 경남여객(京南旅客)으로 변경하여 지금에 이르고 있다. 2017년 1월 1일부터 용인공용버스터미널을 운영하게 되었다. 또한 2017년부터 마북운수를 인수하여 운영하게 되었다.

## 현황
2021년 1월 기준이다.

### 시내버스
| 운행업체 | 보유 노선수 | 보유 노선수 | 보유 노선수 | 보유 노선수 | 보유 노선수 | 등록 대수 | 등록 대수 | 등록 대수 | 등록 대수 | 등록 대수 |
| -------- | ----------- | ----------- | ----------- | ----------- | ----------- | --------- | --------- | --------- | --------- | --------- |
| 운행업체 | 노선 합계   | 광역급행    | 직행좌석    | 일반좌석    | 시내일반    | 대수 합계 | 광역급행  | 직행좌석  | 일반좌석  | 시내일반  |
| 경남여객 | 110         | -           | 12          | 4           | 94          | 358       | -         | 119       | 4         | 235       |

### 시외버스
| 운행업체 | 보유 노선수 | 보유 노선수 | 보유 노선수 | 등록 대수 | 등록 대수 | 등록 대수 | 등록 대수 |
| -------- | ----------- | ----------- | ----------- | --------- | --------- | --------- | --------- |
| 운행업체 | 노선 합계   | 시외버스    | 고속버스    | 대수 합계 | 시외버스  | 고속버스  |           |
| 경남여객 | 19          | 16          | 3           | 43        | 37        | 6         |           |

## 운행 노선

### 마을버스
- ● 5번 : 용인공용버스터미널 - 용인시청(상현운수 5번 노선과 별개)

### 시내버스
- ● N1번:용인공용버스터미널 - 구성역 (1일 1회 운행)
- ● 2번: 용인공용버스터미널 - 마성사거리
- ● 2-1번: 예원마을코아루 - 고진역
- ● 3번: 용인공용버스터미널 - 이천종합버스터미널 <전기저상버스 운행, 경기도 공공관리제 노선>
- ● 6번: 용인공용버스터미널 - 남사초등학교 (1일 7회 운행)
- ● 6-1번: 용인공용버스터미널 - 화산1리 (20:00, 21:00 1일 2회 운행)
- ● 7번: 용인공용버스터미널 - 마성사거리 (1일 11회 운행)
- ● 8번: 용인공용버스터미널 - 둔전농협
- ● 9번: 마성3리 - 지장실
- ● 10번: 수원역 - 용인공용버스터미널 - 백암터미널 <전기저상버스 운행>
- ● 10-1번: 백암면 - 죽산
- ● 10-2번: 수원역 - 흥덕지구 <전기저상버스 운행, 경기도 공공관리제 노선>
- ● 10-4번: 용인공용버스터미널 - 상산 (한택식물원) (원삼면, 백암면 경유, 1일 12회 운행)
- ● 13번: 용인공용버스터미널 - 명지대학교 (엘펜하임 경유)
- ● 10-5번: 수원역 - 용인종합버스터미널 (한국민속촌 경유) <저상운행> (경기도 공공관리제 노선)
- ● 11번: 용인공용버스터미널 - 구봉말 (양지면 경유, 1일 14회 운행)
- ● 11-1번: 용인공용버스터미널 - 둥지박물관 (이동면, 원삼면 경유)(22번 노선과 장촌까지 동일 노선 운행)
- ● 12번: 금어2리 - 마성2리
- ● 14번 / 14-1번: 모현읍 - 모현읍
- ● 14-3번: 모현읍 - 오산리
- ● 16번: 용인공용버스터미널 - 원삼면 (법륜사 경유, 1일 9회 운행)
- ● 20번: 용인공용버스터미널 - 경기광주 (모현읍 경유) <전기저상버스 운행>
- ● 21번: 시청·용인대역 - 송전터미널 (1일 24회 운행)
- ● 22번: 용인공용버스터미널 - 장촌 (1일 23회 운행) <저상운행>
- ● 22-1번: 용인공용버스터미널 - 안성종합버스터미널 (송전, 한경대 경유) <저상운행>
- ● 24번: 용인공용버스터미널 - 오산역 (송전 경유)
- ● 24-1번: 용인공용버스터미널 - 오산역 (완장리 경유)
- ● 24-2번: 용인공용버스터미널 - 오산역 (완장리 경유, 직통, 남사면 및 방아리 미경유, 1일 4회 운행)
- ● 24-3번: 한숲스퀘어 - 시청, 용인대역 < 저상버스 운행 >
- ● 25번: 송전터미널 - 진목리
- ● 45번: 원장리 - 동탄역 <경기도 공공관리제 노선>
- ● 55번: 강남대역 - 상현역[4] <전기저상버스 운행>
- ● 65번: 용인공용버스터미널 - 청덕지구 (동백지구 경유)
- ● 66번: 에버랜드 - 수원역 <전기저상버스 운행>
- ● 66-4번: 에버랜드 - 수원역 (동백지구 경유) <전기저상버스 운행,경기도 공공관리제 노선>
- ● 68번: 용인공용버스터미널 - 수지구청 (동백지구 경유)
- ● 70번: 용인공용버스터미널 - 금어2리
- ● 71번: 용인공용버스터미널 - 지장실
- ● 72번: 용인공용버스터미널 - 남사
- ● 73번: 백암면 - 백암면 (백암순환노선, 시간대에 따라 경유지 다름)
- ● 74번: 용인공용버스터미널 - 배실, 온누리요양병원
- ● 75번: 용인공용버스터미널 - 진목리 (완장리, 남사면 경유)
- ● 76번: 원삼면 - 원삼면 (원삼순환노선, 시간대에 따라 경유지 다름)
- ● 77번: 상현역 - 구성역 - 어정마을
- ● 81번: 용인공용버스터미널 - 주북리 - 배실
- ● 82번: 용인공용버스터미널 - 아시아나 컨트리클럽
- ● 83번: 용인공용버스터미널 - 해실리 (1일 2회 원삼면 운행)
- ● 84번: 용인공용버스터미널 - 중간동 - 용인행정타운
- ● 84-1번: 용인공용버스터미널 - 은이성지 ~ 아시아CC
- ● 84-2번: 용인공용버스터미널 - 용인중 - 중간동(1일 1회 06:32분 운행)
- ● 87번: 에버랜드 - 모현읍
- ● 88번: 용인공용버스터미널 - 삼성반도체
- ● 88-1번: 용인공용버스터미널 - 삼성반도체 (영진골프장, 신창A 경유)
- ● 89번: 용인공용버스터미널 - 모현사거리
- ● 90번: 용인공용버스터미널 - 에버랜드 - 매산리 - 모현읍 주민자치센터
- ● 91번: 용인공용버스터미널 - 묘봉리
- ● 92번: 용인공용버스터미널 - 창3리
- ● 93번: 용인종합버스터미널 - 서리 - 상덕 - 용인종합버스터미널 (순환버스)
- ● 93-1번: 용인종합버스터미널 - 용인대 - 상덕 - 용인종합버스터미널 (순환버스)
- ● 94번: 기흥역 - 상갈역 - 보라동 - 공세동 - 기흥초등학교 - 동탄역 (2016-12-09일 신설)
- ● 95번: 용인공용버스터미널 - 추곡리 (1일 1회 곤지암읍 운행)
- ● 97번: 용인공용버스터미널 - 식금리
- ● 99번: 기흥구청 - 공세대주피오레 - 고매동[5]
- ● 100번: 용인공용버스터미널 - 평온의숲
- ● 101번: 백암면 - 청강문화산업대 (고안리 경유, 1일 10회 운행)
- ● 102번: 백암면 - 박곡리
- ● 103번: 용인공용버스터미널 - 청강문화산업대학 (1일 8회 운행)
- ● 105번: 백암면 - MBC 드라마세트장
- ● 670번: 에버랜드 - 광교고등학교 (동백지구 경유) (구 67-1번)
- ● 690번: 용인공용버스터미널 - 수지구청 <저상운행>
- ● 820번: 명지대학교 - 정자역[6] <저상운행>
- ● 970번: 용인공용버스터미널 - 용인시청 - 추계2리

### 맞춤형버스
- ● 78번: 백암터미널 - 좌항리

### 직행좌석버스
- ● 4101번 : 한숲시티 - 한국민속촌 - 숭례문 (2021년 12월 24일 신설) (대광위 준공영제 노선)
- ● 5000A번 : 초당초등학교 - 동백지구 - 서울역 버스 환승센터 (오전 노선, 2층버스 운행)
- ● 5000B번 : 명지대학교 - 동백지구 - 서울역 버스 환승센터 (2층버스 운행)
- ● 5001번 : 남동차고지 - 용인공용버스터미널 - 경부고속도로(서울TG 경유) - 신논현역.주류성빌딩 - 강남역 - 양재역 (2층버스 운행) (대광위 준공영제 노선)
- ● 5001-1번 : 명지대학교 - 용인대학교 - 한국민속촌 - 상갈역 - 경부고속도로(서울TG 경유) - 신논현역.주류성빌딩 - 강남역 - 양재역 (대광위 준공영제 노선)
- ● 5002A번 : 남동차고지 - 용인예술과학대학교 - 용인공용버스터미널 - 에버랜드 - 영동고속도로 - 신갈JC - 경부고속도로(서울TG 경유) - 신논현역.주류성빌딩 - 강남역 - 양재역 (오전 노선, 전 차량 2층버스 운행)
- ● 5002B번 : 남동차고지 - 용인예술과학대학교 - 용인공용버스터미널 - 에버랜드 - 영동고속도로 - 신갈JC - 경부고속도로(서울TG 경유) - 양재역 - 강남역 - 신논현역.주류성빌딩 (오후 노선, 전 차량 2층버스 운행) -
- ● 5003A번 : 남동차고지 - 명지대학교앞 - 초당초등학교 - 동백지구 - 신논현역.주류성빌딩 - 강남역 - 양재역 (오전 노선, 2층버스 운행)
- ● 5003B번 : 남동차고지 - 명지대학교앞 - 초당초등학교 - 동백지구 - 양재역 - 강남역 - 신논현역.주류성빌딩 (오후 노선, 2층버스 운행)
- ● 5005번 : 명지대학교 - 용인예술과학대학교 - 용인공용버스터미널 - 세종문화회관(광화문) - 서울시청 - 서울역 버스 환승센터 (2층버스 운행)
- ● 5600번 : 명지대학교 자연캠퍼스 - 태성중학교·태성고등학교 - 용인공용버스터미널 - 용인중앙시장 - 처인구청 - 명지대학교 자연캠퍼스입구 - 시청·용인대역 - 삼가역 - 강남대역 - 기흥역 - 상미마을(신갈5거리) - 수원신갈TG - 수원신갈IC - 경부고속도로(서울TG 경유) - 판교IC - 금토천교 - 나라기록관·코이카 - 시흥4거리 - 고등동 - 공군아파트 - 효성고등학교 - 세곡동4거리 - 레미안포레아파트 - 수서역 - 가락시장역(가락시장) - 송파역 - 석촌역 - 석촌호수공원 - 잠실역(롯데월드·롯데월드타워) - 잠실대교 - 강변북로 - 강변역 (대광위 준공영제 노선)
- ● 5700A번 : 명지대학교 자연캠퍼스 - 용인예술과학대학교 - 용인공용버스터미널 - 용인중앙시장역(용인중앙시장) - 유림동 - 둔전역 - 55사단앞 - 포곡읍행정복지센터 - 포곡중학교 - 전대·에버랜드역 - ( ← 에버랜드 ← ) - 영동고속도로 - 신갈JC - 경부고속도로(서울TG 경유) - 판교IC - 금토천교 - 나라기록관·코이카 - 시흥4거리 - 공군아파트 - 세곡동4거리 - 수서역 - 가락시장역(가락시장) - 송파역 - 석촌역 - 석촌호수공원 - 잠실역(롯데월드·롯데월드타워) - 잠실대교 - 강변북로 - 강변역 (대광위 준공영제 노선)
- ● 5700B번 : 명지대학교 자연캠퍼스 - 용인예술과학대학교 - 용인공용버스터미널 - 용인중앙시장역(용인중앙시장) - 유림동 - 둔전역 - 55사단앞 - 포곡읍행정복지센터 - 포곡중학교 - 전대·에버랜드역 - 에버랜드[7] - 마성TG - 영동고속도로 - 신갈JC - 경부고속도로(서울TG 경유) - 판교IC - 금토천교 - 나라기록관·코이카 - 시흥4거리 - 공군아파트 - 세곡동4거리 - 수서역 - 가락시장역(가락시장) - 송파역 - 석촌역 - 석촌호수공원 - 잠실역(롯데월드·롯데월드타워) - 잠실대교 - 강변북로 - 강변역 (대광위 준공영제 노선)
- ● 9241번 : 한숲6단지 - 삼가역.두산위브 - 강남대역 - 기흥역 - <경부고속도로 경유> - 금천토교 - 국가기록원성남분원.코이카 (2025년 4월 14일 신설)

### 국토교통부의 광역급행버스
- ● M4455번 : 초당역 - 참솔마을 · 월드메르디앙 - 동백역 - E마트 - 평촌마을 - 호수마을 · 자연앤데시앙 · 두산위브더제니스 - 예술의전당 - 방배역 - 내방역 - 서초역 - 교대역 (2021년 12월 20일 신설)

### 고속버스,시외버스,공항버스

#### 고속버스 노선
2019년 4월 기준이다. 모든 노선이 시외버스에서 고속버스로 전환된 노선이다.
| 운행 노선     | 공동 운행사 | 운행구간 | 운행구간 | 운행구간 | 경유지             | 운행 대수 | 운행 대수 | 비고                                            |
| 운행 노선     | 공동 운행사 | 운행구간 | 운행구간 | 운행구간 | 경유지             | 일반      | 우등      | 비고                                            |
| ------------- | ----------- | -------- | -------- | -------- | ------------------ | --------- | --------- | ----------------------------------------------- |
| 용인 ↔ 군산   |             | 용인     | ↔        | 군산     | 신갈, 정안휴게소   | 1         | 1         | 2015년 9월 23일 신설 인가 2015년 12월 11일 신설 |
| 용인 ↔ 부산   | 대원고속    | 용인     | ↔        | 부산     | 신갈, 낙동강휴게소 | 1         | 2         | 2019년 4월 10일 중간경유지 변경                 |
| 용인 ↔ 서부산 | 대원고속    | 용인     | ↔        | 부산서부 | 신갈, 선산휴게소   | 1         | -         |                                                 |

#### 수원발 노선
- ● R8210번: 수원 - 강릉 (우만동 경유)
- ● R8218번: 수원 - 원주 (문막, 우만동 경유)
- ● R8423번: 수원 - 여주 (아주대 · 영통 · 수원 나들목 · 여주대학교 경유)
- ● R8424번: 수원 - 이천 (아주대 · 영통 · 수원 나들목 · 오천 경유)

#### 용인발 노선
- ● A8165번: 용인 - 김포국제공항 (동백 · 죽전 · 수지 · 광교 · 부천 경유)
- ● R8201번: 용인 - 강릉 (무정차)
- ● R8211번: 용인 - 원주 (문막 경유)
- ● R8219번: 용인 - 속초 (낙산, 양양, 이천 경유)
- ● R8221번: 용인 - 태백 (영월 · 고한 경유)
- ● R8342번: 용인 - 천안 - 아산 (일 3회, 신갈 경유)
- ● R8343번: 용인 - 천안 (신갈 경유)
- ● R8366번: 용인 - 대전 (신갈 경유)
- ● R8432번: 용인 - 이천 - 여주
- ● R8443번: 용인 - 안산 (신갈, 광교중앙역 경유)
- ● R8478번: 에버랜드 - 고양 (백석 / 화정) (무정차)[9]
- ● R8839번: 에버랜드 - 인천 (신갈 · 범계 경유)[9]
- ● A8852번: 용인 - 인천국제공항 (동백 · 죽전 · 수지 · 광교 경유)
- ● R8862번: 에버랜드 - 인천 (신갈 · 광교 경유)[9]
- ● A8877번: 한국민속촌 - 인천국제공항 (신갈, 광교중앙역 경유)
- ● R8326번: 용인 - 유성 (신갈, 정부세종청사, 세종시 경유)
- ● 용인 - 포항 (신갈시외버스정류장, 경주 경유, 코리아와이드경북, 대원고속과 공동 운행)

## 과거 노선(변경, 통폐합, 매각, 폐선 등)

### 마을버스
- ● 80번: 오리역 - 상하초등학교 (2008년 8월 강남여객에 매각, 마을버스 전환)
- ● 810번: 미금역 - 초당고등학교 (2008년 8월 승진여객에 매각, 마을버스 전환)

### 도시형버스
- ● 1번: 초당역 ↔ 동백죽전대로 ↔ 보정역
- ● 1-1번: 용인터미널 - 경찰대 - 풍덕천동
- ● 2-2번: 예원마을코아루 - 용인실내체육관 (2013년 6월 2-1번에 통합 폐선)
- ● 10-1번: 죽산터미널 - 광혜원 (2006년 백성운수에 노선 매각, 17번으로 노선번호 변경)
- ● 10-3번: 수원역 - 청강문화산업대학교 (2008년 103번과 노선분리 후 폐선)
- ● 13번 / 13-1번: 용인 - 영진골프장 / 서4리, 상반 (2014년 2월 서리 상반-75번에 통합 폐선 / 영진골프장 - 88-1번 신설)
- ● 14-2번: 모현 ↔ 광주 (2013년 4월 27일 20번에 통합)
- ● 22번: 수원종합버스터미널 - 용인공용버스터미널 (2006년 9월 폐선. 현재의 22번과는 별개의 노선이다.)
- ● 65번: 수원연화장 - 안양역 (1995년 대원고속에 매각. 현재의 65번과는 별개의 노선이다.)
- ● 66-1번: 에버랜드 - 만석공원 (2009년 10월 66-4번에 통합 폐선)
- ● 66-2번: 수원역 - 동백지구 (2006년 폐선)
- ● 66-3번: 에버랜드 - 만석공원 (2009년 10월 66번에 통합 폐선)
- ● 67번: 미금역 - 에버랜드
- ● 67-1번: 용인공용버스터미널 - 성복동 (670번으로 번호 변경후 폐선)
- ● 69번: 용인 - 동천동 물류센터 (2011년 3월 690번에 통합 폐선)
- ● 77-1번: 상현동성당 - 구성역
- ● 85번(85-1, 85-2): 2013년 4월 27일 89번으로 통합
- ● 86번: 용인 - 신기마을 / 반정마을 (2014년 2월 폐선)
- ● 87번: 2013년 4월 27일 90번에 통합
- ● 87번: 용인 - 상촌 (2013년 4월 27일 20-1번 번호 변경. 2013년 6월 89번에 통합 폐선)
- ● 94번: 용인종합버스터미널 - 백암면 (원삼면 경유, 1일 4회 아송(94-1) 운행, 2013년 1월 17일 10-4번에 통합 폐선)
- ● 96번: 2013년 4월 27일 95번에 통합
- ● 98번: 2013년 4월 27일 82번에 통합

### 일반좌석버스
- ● 550번: 경희대학교 ↔ 양재역 (1997년 12월 폐선)<이 노선은 대원고속과 공동 배차 운행 한다>
- ● 600번: 에버랜드 - 수원역 (2002년 12월 폐선)
- ● 670번: 에버랜드 - 모란역 (1999년 1월 폐선, 현재의 670번과는 별개의 노선이다.)

### 직행좌석버스
- ● 1001번: 초당고등학교 - 잠실역 (2008년 8월 대원버스에 매각, 2011년 6월 20일 도시형버스 101번으로 형간 전환, 경기교통 출신 노선)
- ● 2002번: 백현마을 - 신논현역 (2008년 8월 대원버스에 매각, 2010년 2월 3일 최종 폐선됨, 경기교통 출신 노선)
- ● 2002-1번: 백현마을 - 신논현역 (2008년 8월 대원버스에 매각, 경기교통 출신 노선, 2011년 말 노선 폐지이후 간선급행 8241번으로 변경했으나 1241번으로 변경)
- ● 5006번: 흥덕지구 - 신논현역 (2010년 5월 KD운송그룹에 매각)
- ● 5007번: 흥덕지구 - 서울역 버스 환승센터 (2010년 5월 KD운송그룹에 매각)
- ● 5100번: 경희대학교 - 신논현역 (2002년 10월 용남고속에 매각)
- ● 5100-1번: 경희대학교 - 양재역 (2002년 10월 용남고속에 매각, 2005년 2월 3001번에 통폐합 된 이후 2011년 6월 3일 폐선)
- ● 5800번 : 명지대학교 자연캠퍼스 - 용인송담대학교 - 용인공용버스터미널 - 용인중앙시장 - 유림동 - 55사단앞 - 포곡읍행정복지센터 - 포곡중학교 - 에버랜드 - 마성TG - 영동고속도로 - 신갈JC - 경부고속도로(서울TG 경유) - 판교JC - 수도권제1순환고속도로(성남TG 경유) - 송파IC - 장지역 - 문정역 - 문정로데오거리입구 - 가락시장역(가락시장) - 송파역 - 석촌역 - 석촌호수공원 - 잠실역(롯데월드) - 잠실대교 - 강변북로 - 강변역
- ● 8211번: 명지대학교 - 신논현역 (간선급행 노선, 2010년 5월 21일 5002번에 통합 폐선)
- ● 8231번: 명지대학교 - 신논현역 (간선급행 노선, 2010년 2월 24일 5003번에 통합 폐선)

### 시외버스
- ● 용인 - 서산 (시외버스 노선. 기지시, 당진 경유. 2011년 5월 11일 노선 폐지)
- ● 용인 - 춘천 (시외버스 노선. 횡성 · 홍천 경유. 2011년 6월 27일 노선 폐지)
- ● 용인 - 안양 (시외버스 노선. 에버랜드 출발 노선과 수지 경유 노선으로 구분. 2011년 7월 5일 노선 폐지)

### 공항버스
- ● R8857번: 용인 - 광명 - 인천국제공항 (일 2회, 명지대학교, 용인대학교, 강남대학교, 신갈동, 영통동, 광교중앙역 경유)[10]

## 보유 차량

#### 기아
- 기아 뉴 그랜버드 파크웨이
- 기아 뉴 그랜버드 이노베이션 선샤인
- 기아 뉴 그랜버드 슈퍼 프리미엄 선샤인

#### 자일대우버스
- 자일대우 NEW BS090
- 자일대우 NEW BS110

#### 현대자동차
- 현대 카운티
- 현대 그린시티
- 현대 뉴 슈퍼 에어로시티
- 현대 저상 뉴 슈퍼 에어로시티
- 현대 일렉시티/일렉시티 더블데커
- 현대 유니버스 스페이스 엘레강스
- 현대 뉴 프리미엄 유니버스 스페이스 럭셔리
- 현대 뉴 프리미엄 유니버스 럭셔리
- 현대 뉴 프리미엄 유니버스 익스프레스 프라임
- 현대 뉴 프리미엄 유니버스 프라임
- 현대 뉴 프리미엄 유니버스 익스프레스 노블
- 현대 뉴 프리미엄 유니버스 노블

#### 비야디 자동차
- BYD eBus-12

#### KGM커머셜
- KGM 스마트 110

#### MAN
- MAN 라이온스 더블데커

## 갤러리

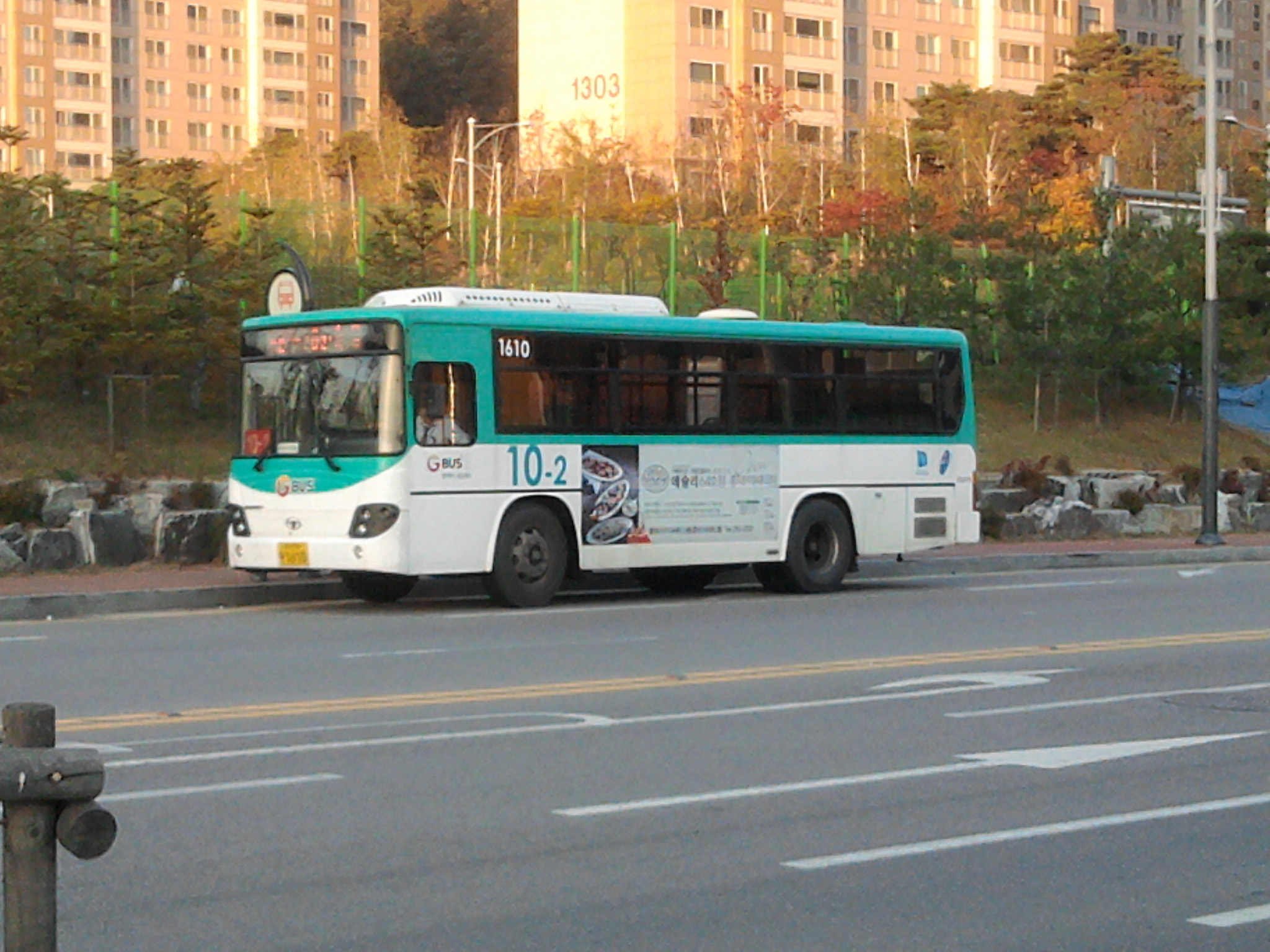
용인시내버스 10-2번
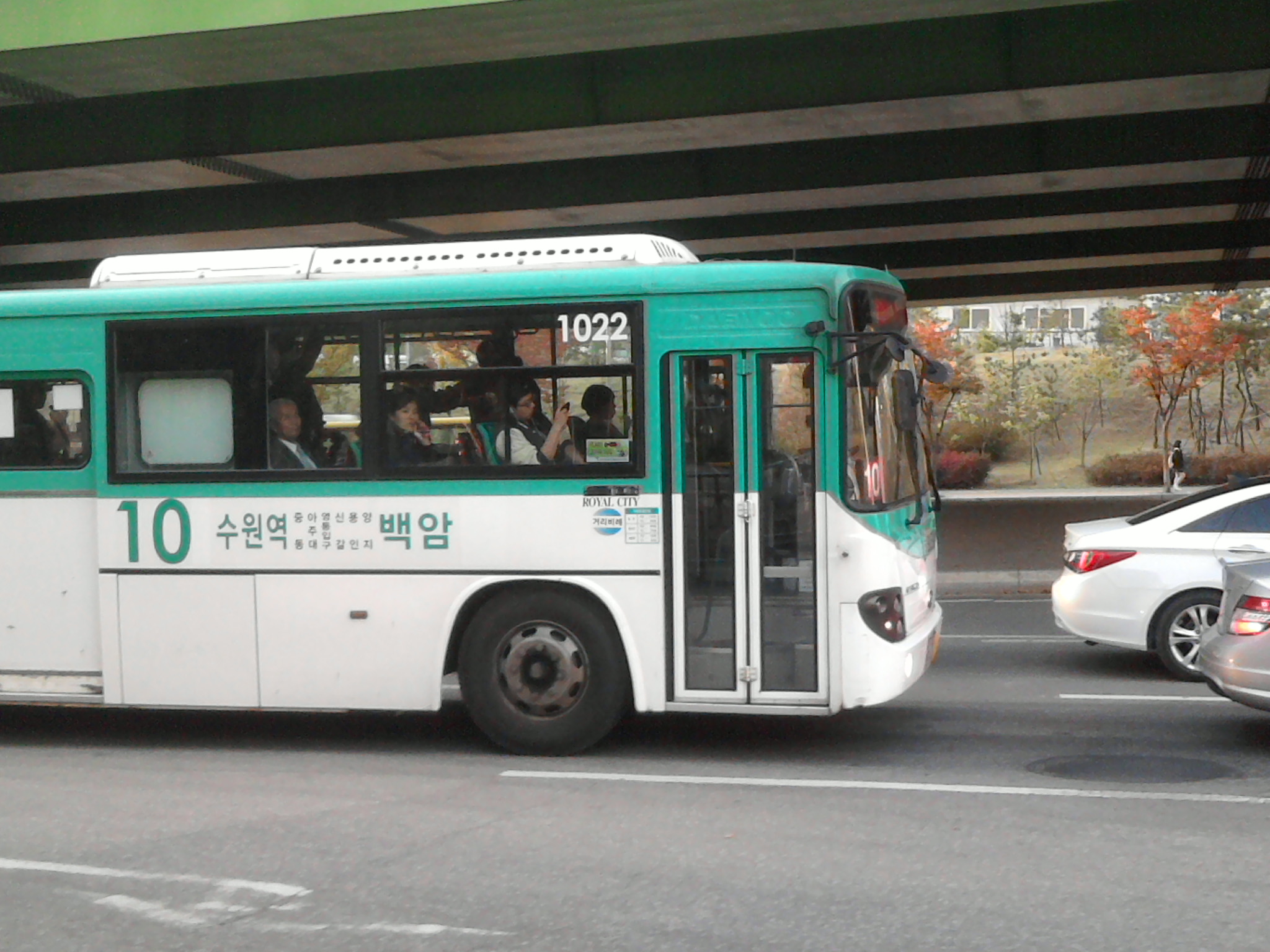
용인시내버스 10번
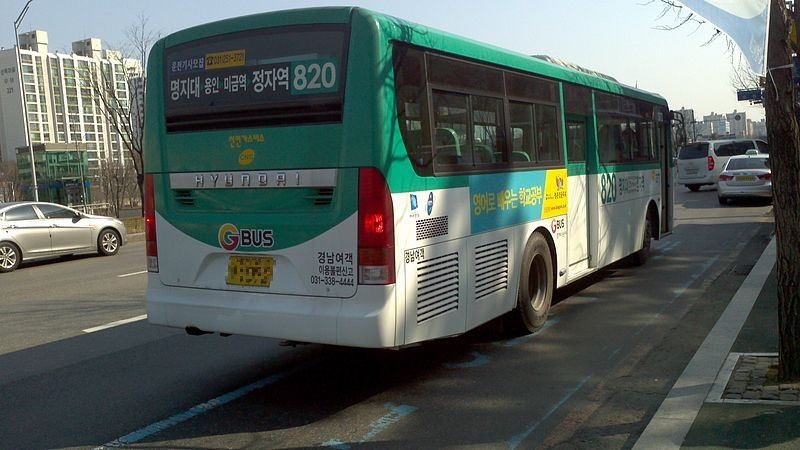
용인시내버스 820번
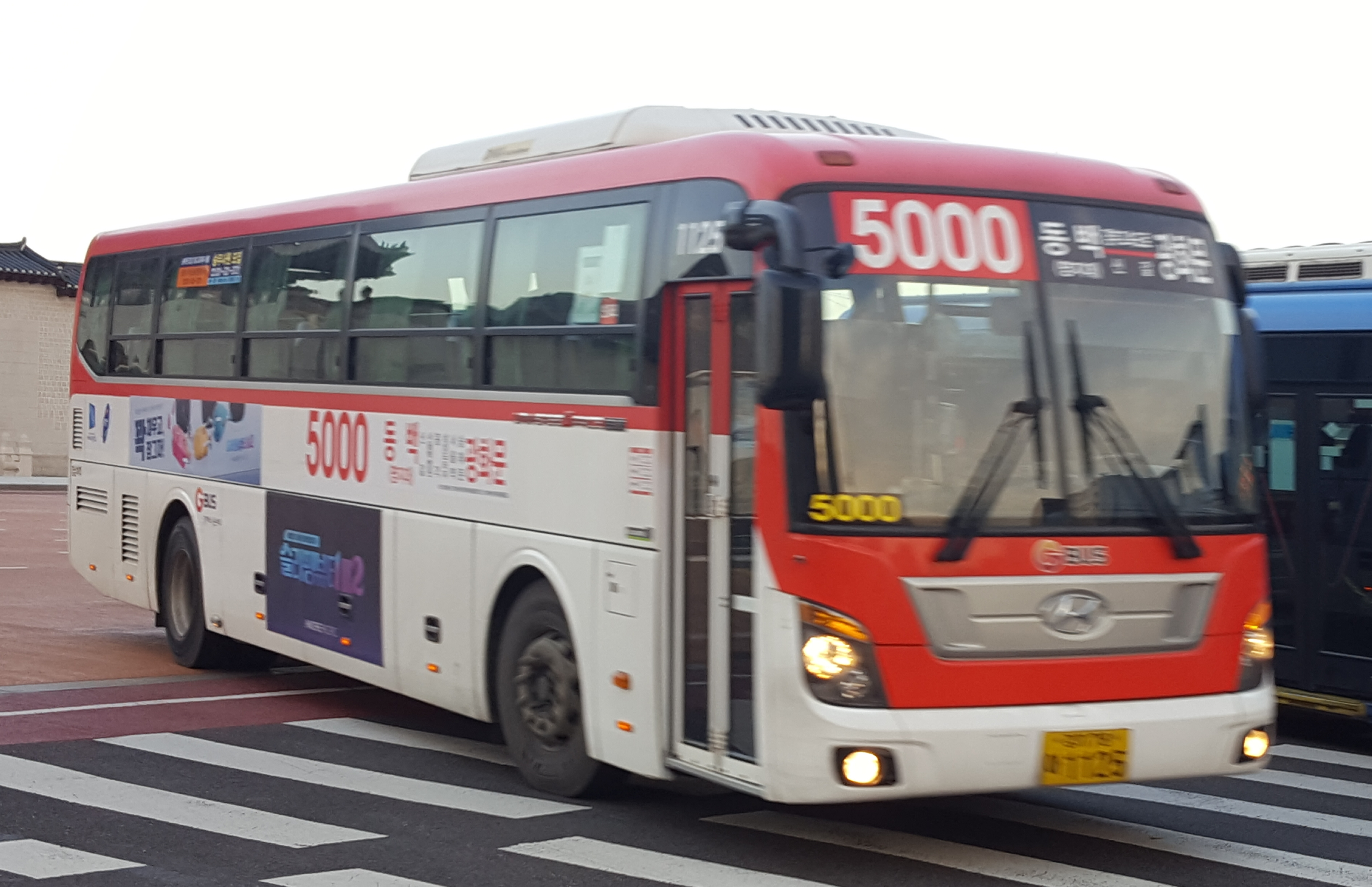
용인시내버스 5000번
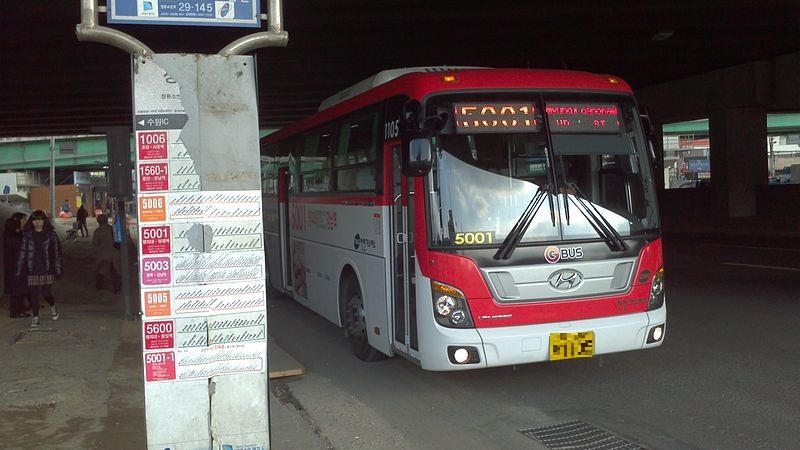
용인시내버스 5001번
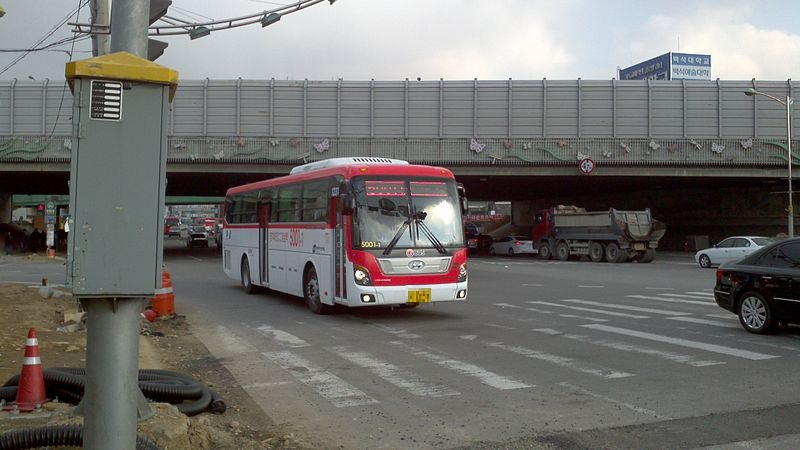
용인시내버스 5001-1번
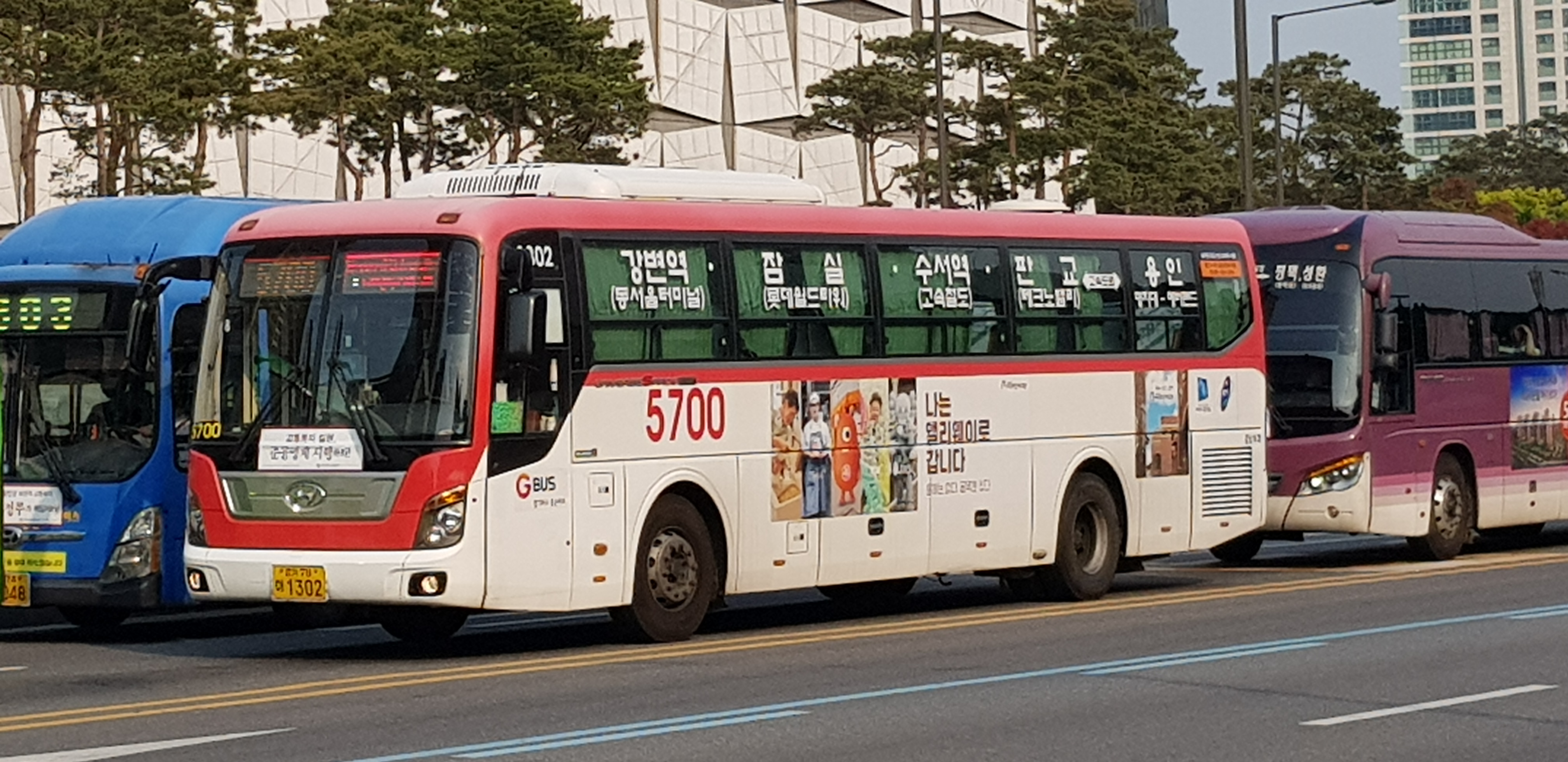
용인시내버스 5700번
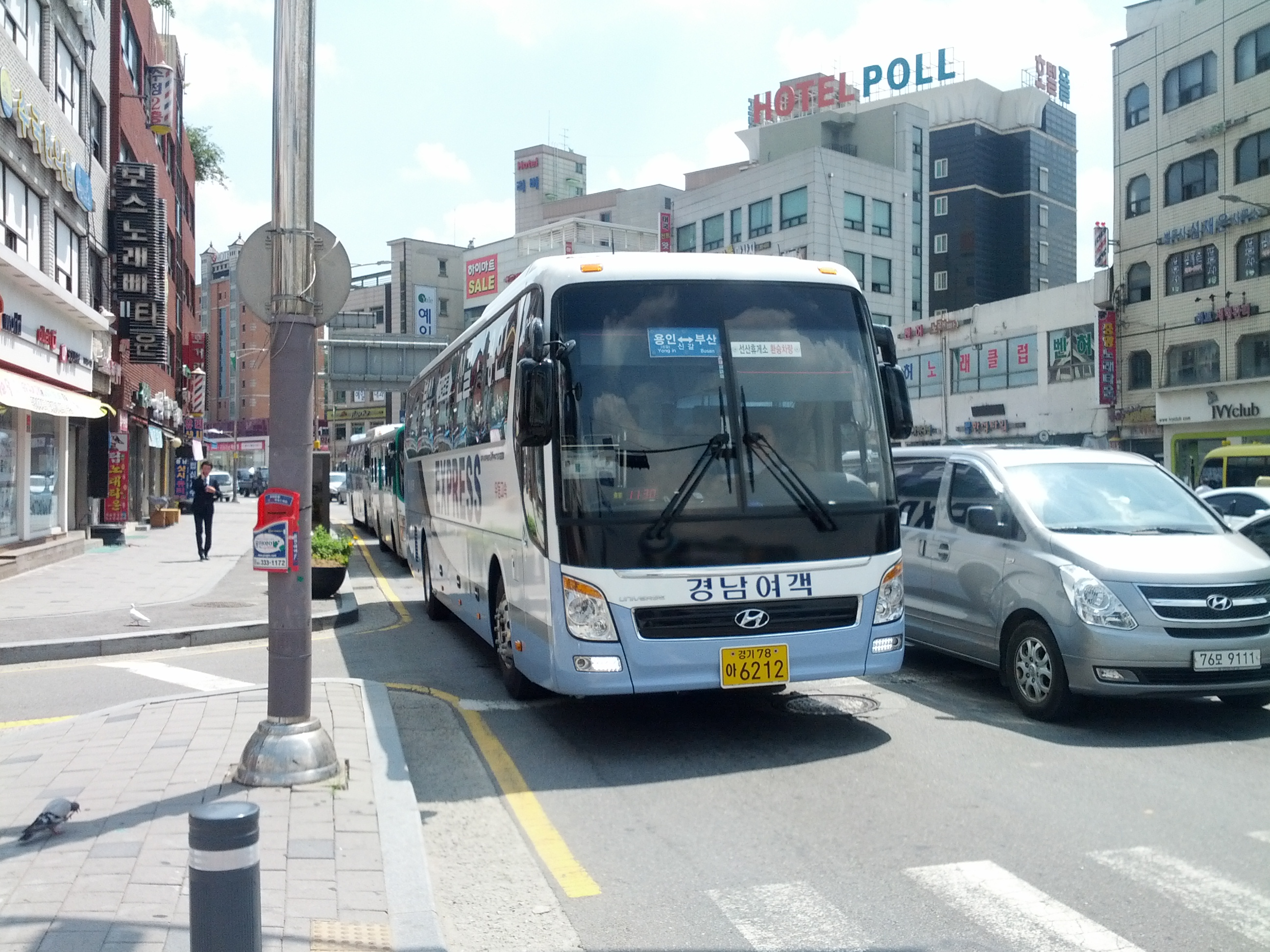
경남여객 뉴 프리미엄 유니버스 용인 ↔ 부산
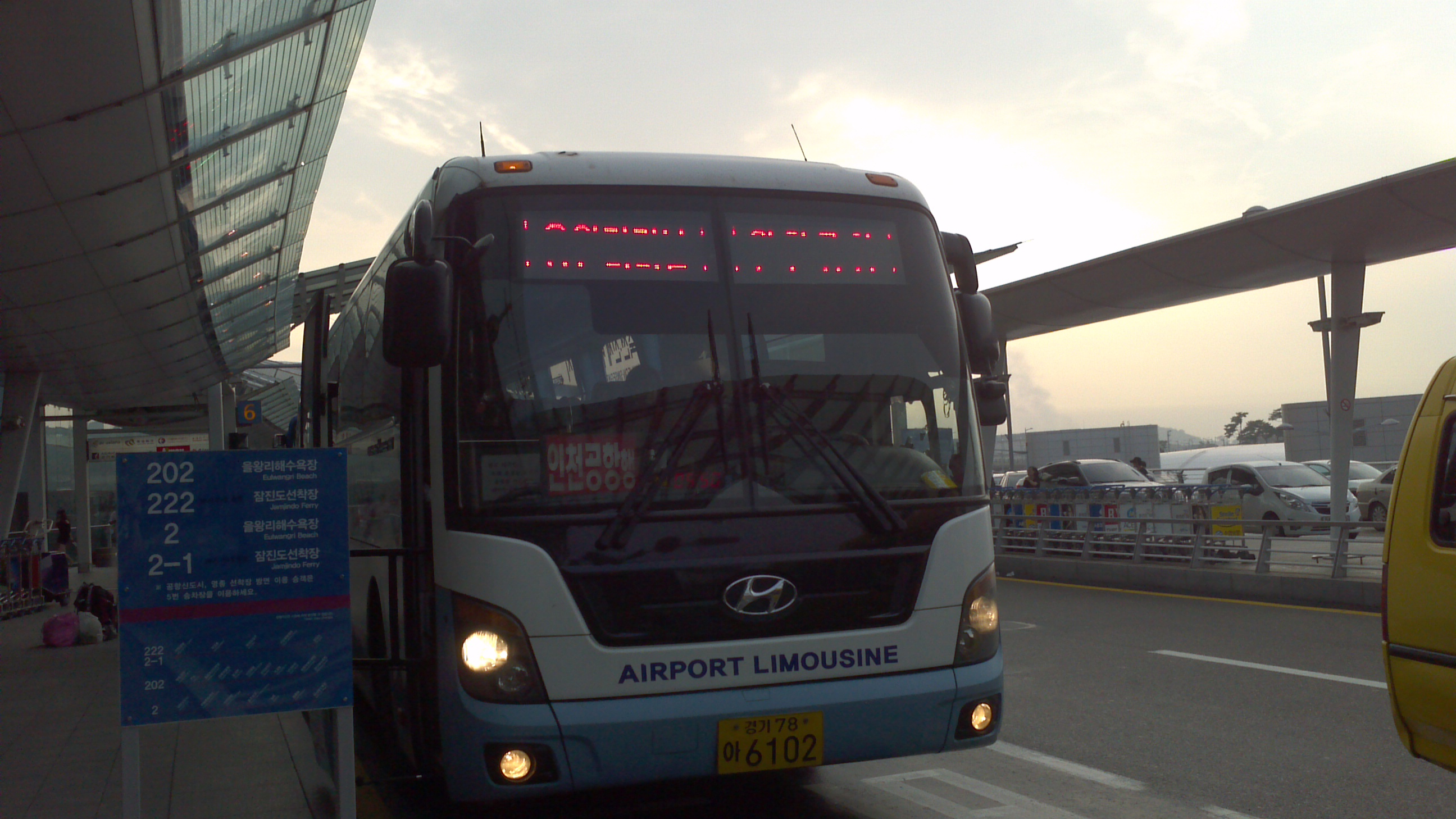
인천국제공항버스 8852번(우등)
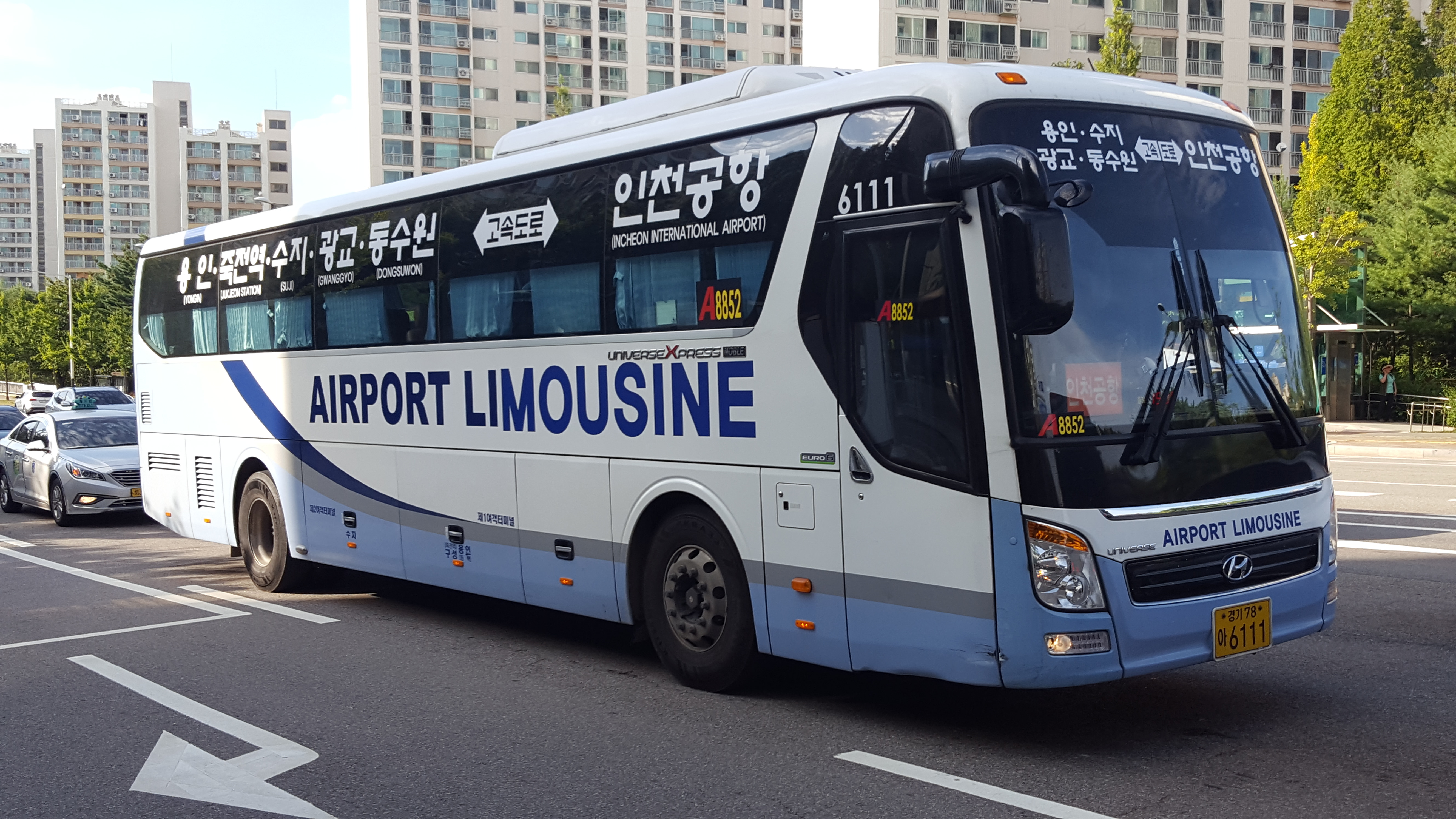
공항버스 8852번 뉴 프리미엄 유니버스 익스프레스 노블 우등형
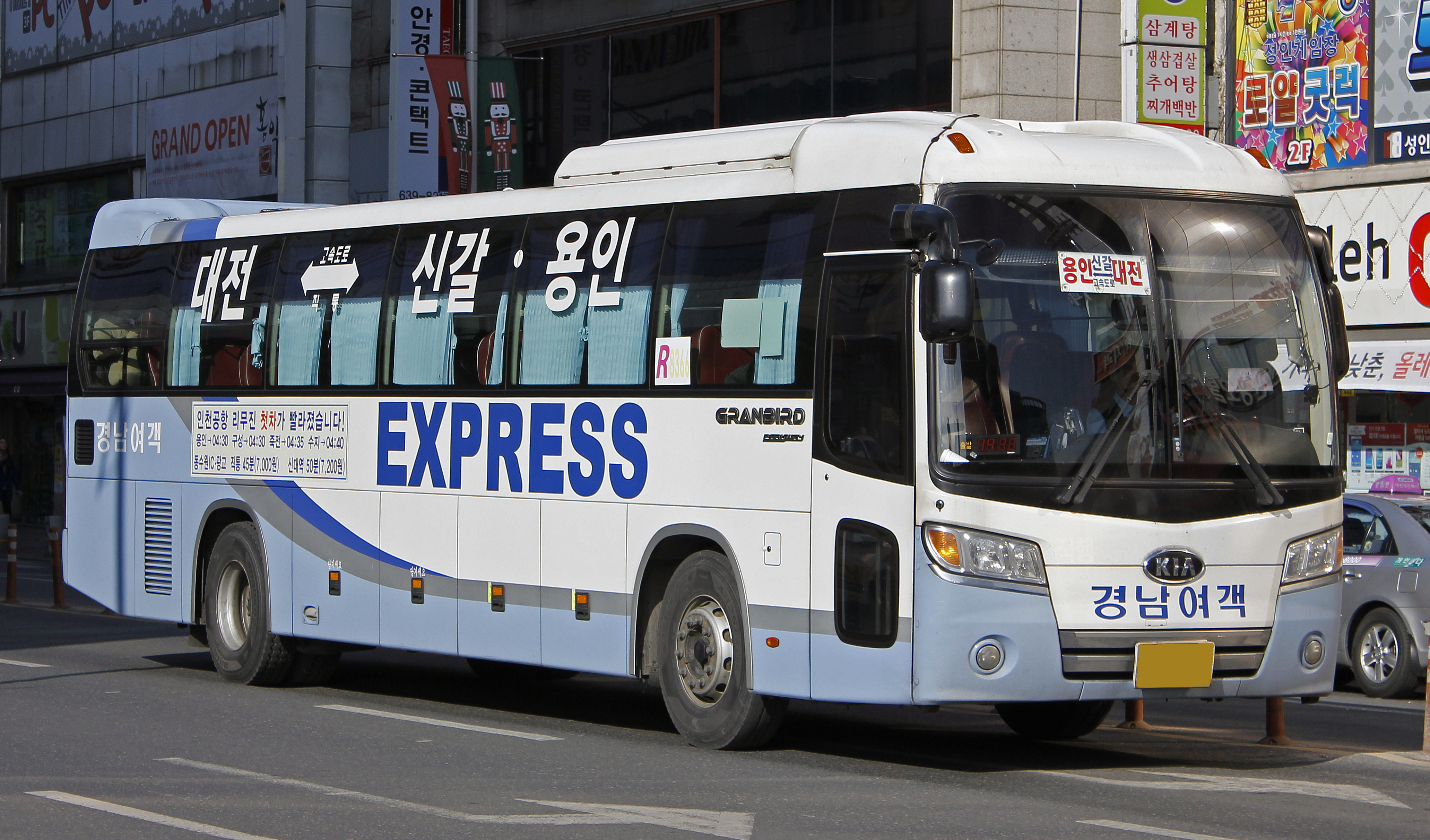
용인 ↔ 대전 노선
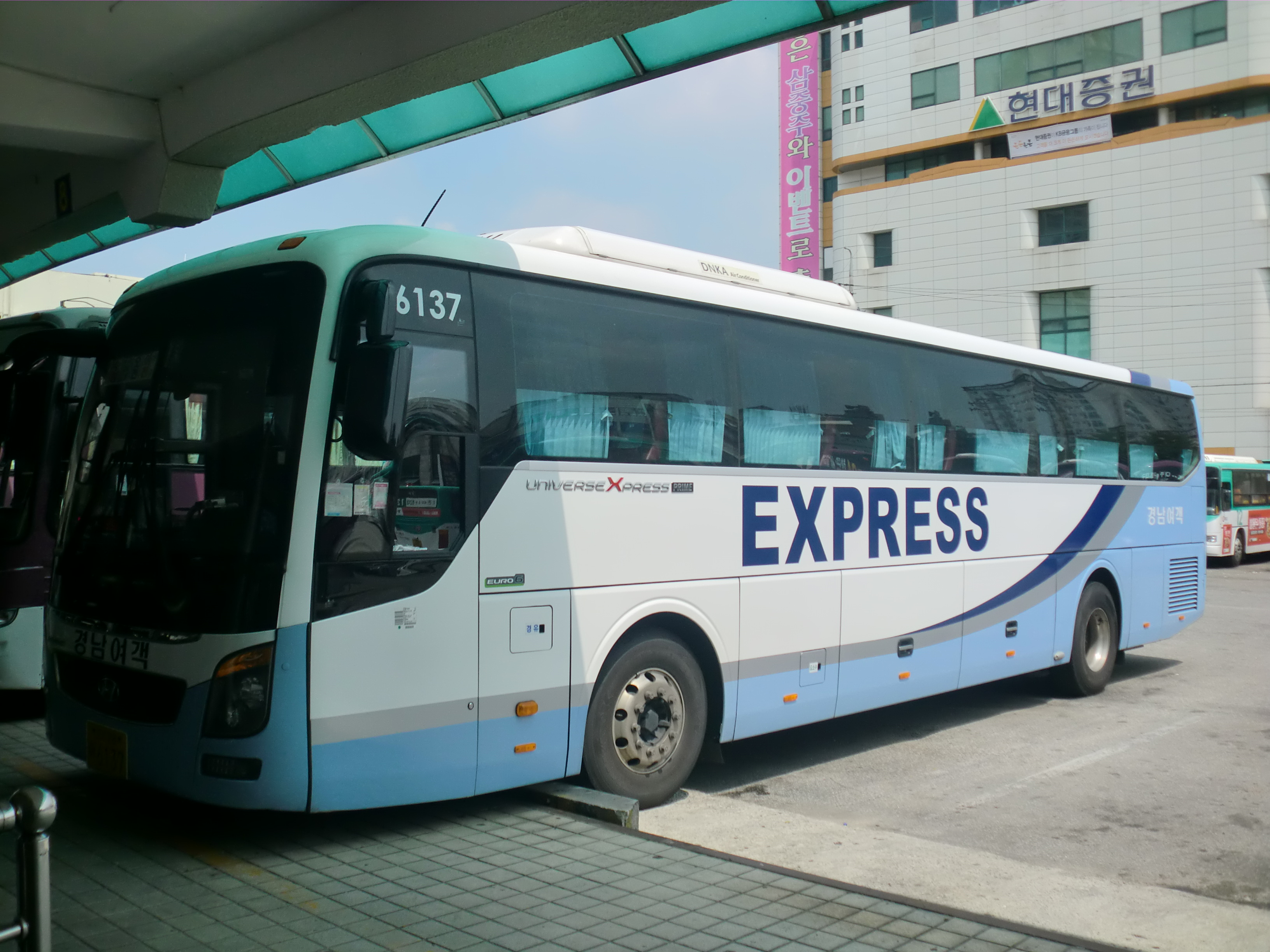
이천종합버스터미널에서 정차중인 모습
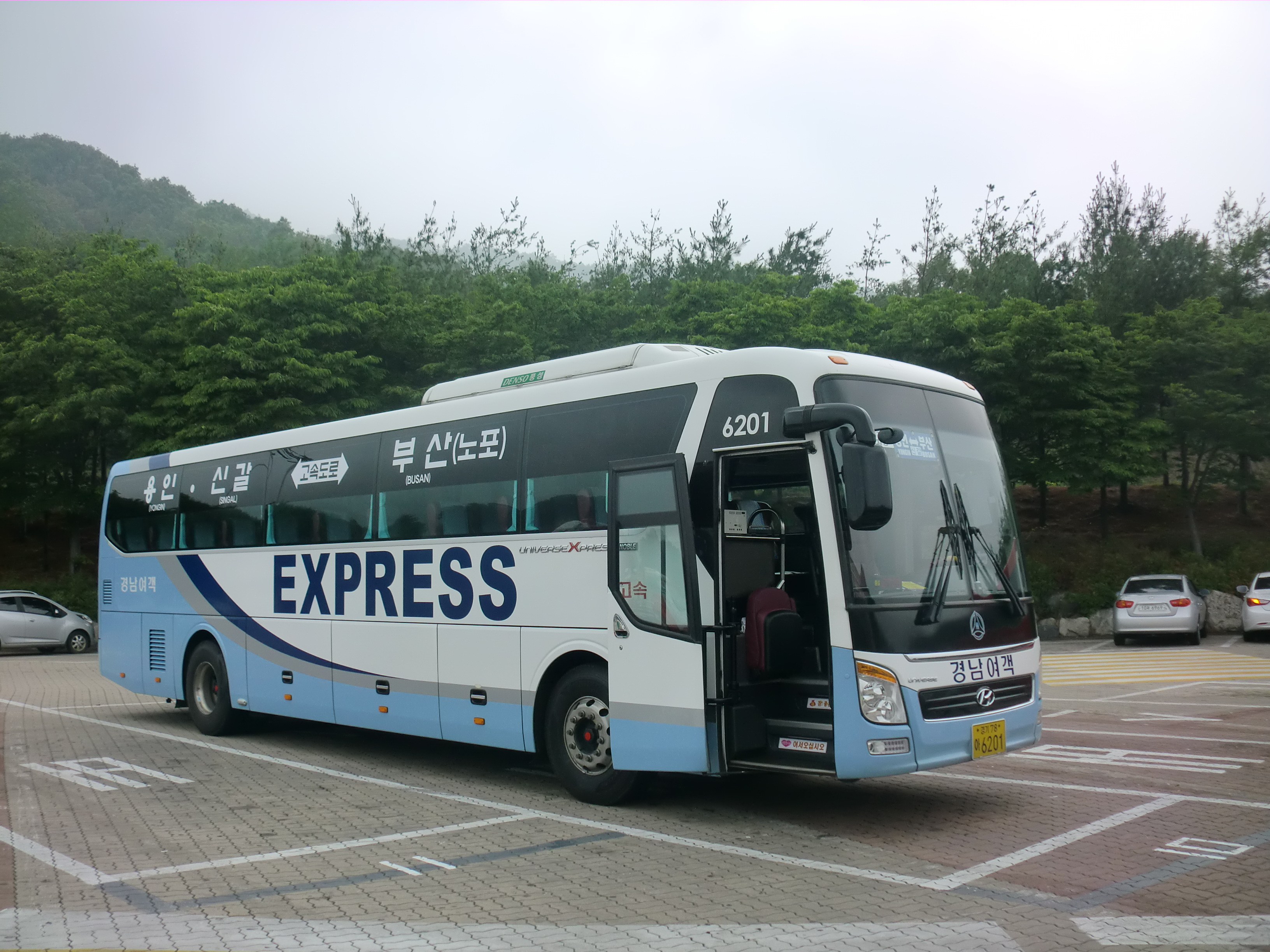
용인 ↔ 부산 노선
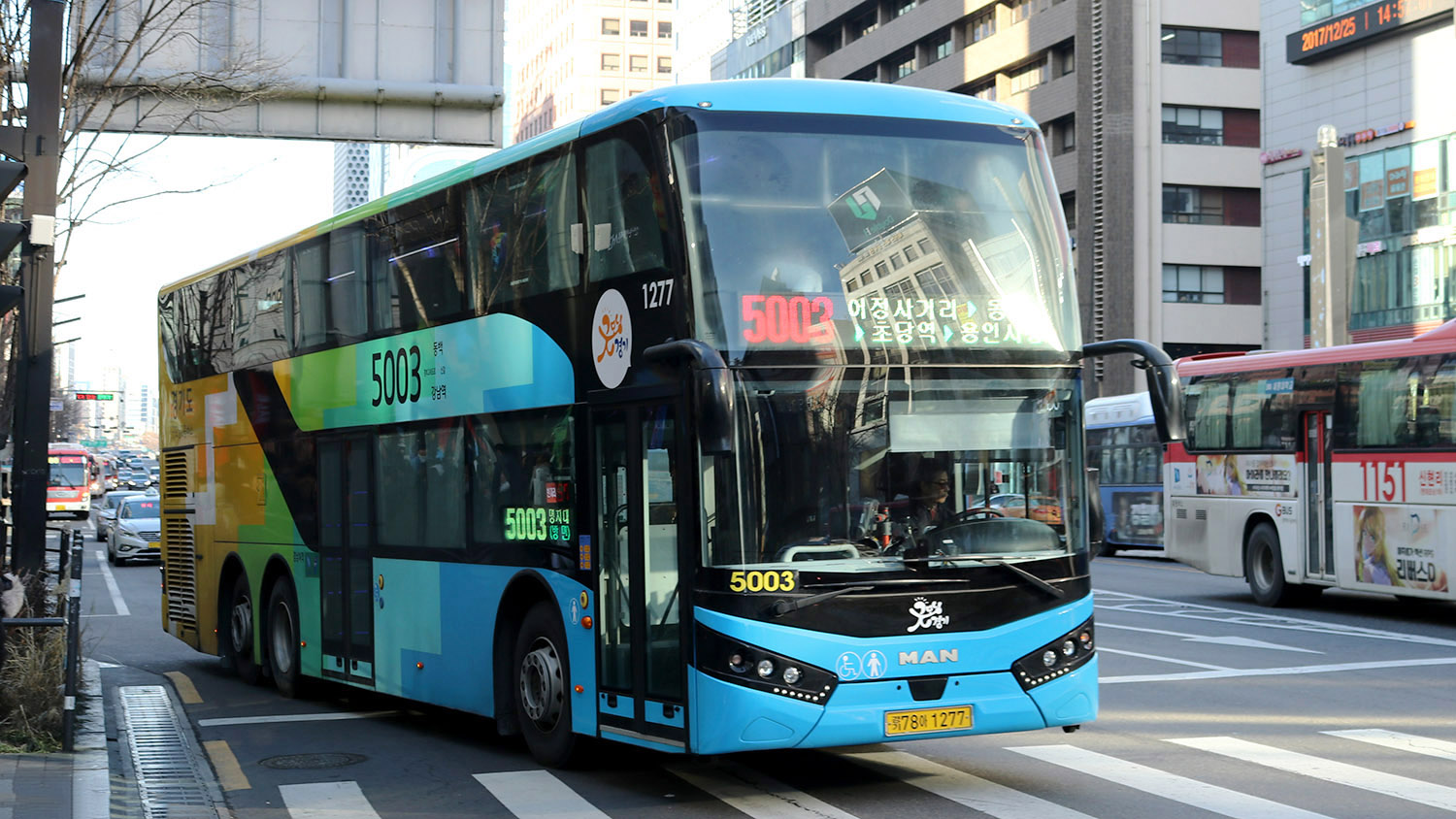
용인시내버스 5003번 2층버스